# Pentakel

Pentakel med udd uppåt.

Ett pentakel är en femuddig stjärna omgiven av en cirkel. Den betraktas som en magisk symbol hos bland annat wicca. Stjärnans spetsar symboliserar de fyra elementen (eld, vatten, jord och luft) och "Anden" eller energi, det femte elementet. Pentaklets "personliga" element är jord.